# Голубые Гавайи
«Голубые Гавайи» (англ. Blue Hawaii) — американский музыкальный фильм 1961 года с участием Элвиса Пресли, Анджелы Лэнсбери и Джоан Блекман, поставленный режиссёром Норманом Таурогом. Съёмки фильма проходили на Гавайях, а также на киностудии Paramount Pictures. Премьера фильма состоялась 22 ноября 1961 года. Один из самых успешных и прибыльных фильмов с участием Пресли.

## Сюжет
Чэд Гейтс, только вернувшийся из армии, был счастлив вновь вернуться на Гавайи и посвятить себя любимому занятию (катанию на доске для сёрфинга), вновь встретиться со своими приятелями и любимой подругой. Но отец молодого человека хотел, чтобы после прихода из армии сын продолжил семейное дело и начал работать в семейном ананасовом бизнесе. Своенравный молодой человек решает отказаться и, начиная самостоятельную жизнь, устраивается гидом в агентство своей подруги.

## В ролях
- Элвис Пресли — Чэд Гейтс
- Джоан Блэкман — Майли Дюваль
- Григорий Ге — Поль Дюваль
- Анджела Лэнсбери — Сара Ли Гейтс
- Нэнси Уолтерс — Абигаиль Прентис
- Дженни Максвелл — Элли Корбетт
- Памела Остин — Селена (Сэнди) Эмерсон
- Дарлин Томпкинс — Пэтси Саймон
- Кристиан Кей — Беверли Мартин
- Роланд Уинтерс — Фред Гейтс
- Джон Арчер — Джек Келман
- Говард МакНир — Мр. Чапмен
- Стив Броуди — Такер Гарви

## Саундтрек
см. Blue Hawaii